# Джон Расселл
Джон Расселл, 1-й граф Расселл (8 серпня 1792 — 28 травня 1878) — британський політичний діяч, 32-й і 38-й прем'єр-міністр Великої Британії з 1846 до 1852 року та з 1865 до 1866 року. Дід філософа Бертрана Рассела.

## Біографія
Молодший син 6-го герцога Бедфорда. Навчався у Вестмінстерській школі та Університеті Единбурга (який, щоправда, не закінчив).
У 1813 році був обраний до парламенту від партії віги.
Займав посади міністра внутрішніх та іноземних справ. В 1828 році він вніс на розгляд парламенту пропозицію про відміну так званих Тест-актів, в 1831 році — перший проєкт парламентської реформи. Будучи міністром внутрішніх справ, здійснив першу реформу міського самоврядування в 1835 році. Разом з тим він виступав за придушення радикального флангу ірландського національного руху та чартистів у 1848 році.
У 1859—1865 роках знову був міністром іноземних справ у кабінеті Генрі Пальмерстона. В 1861 році отримав титули графа Расселл і віконта Амберлі і перейшов у палату лордів.
Його зовнішня політика носила відбиток ідеалізму, не повністю узгодженої з політикою Генрі Пальмерстона; Рассел співчував визвольному руху в Італії і польському повстанню 1863 року. Безрезультативною виявився його пропозиція про посередництво в американській громадянській війні.
Після смерті Палмерстона, в 1865 році Рассел став прем'єром і передав міністерство іноземних справ графу Кларендону. Гладстоновський проєкт парламентської реформи, внесений до парламенту в сесії 1866 року, але нікого не задовольнив, що привело до падіння всього кабінету. З тих пір Рассел не займав ніяких громадських посад, хоча і брав активну участь у дебатах палат лордів.